# New Zealand State Highway 3
Der New Zealand State Highway 3 (State Highway 3 oder in Kurzform SH 3) ist eine Fernstraße von nationalem Rang auf der Nordinsel von Neuseeland.

## Geographie
Die Fernstraße besitzt eine Länge von 489 km und bedient die Westküste der Nordinsel des Landes. Die über ihre gesamte Länge mindestens zweispurig (je eine pro Fahrtrichtung) ausgebaute Straße verbindet den State Highway 1 in der Region Waikato und den State Highway 2 in der Region Manawatū-Whanganui. Die Kilometrierung verläuft von Nord nach Süd.

## Strecke
Die Straße verlässt in Hamilton den SH 1 und verläuft anfänglich südwärts durch landwirtschaftlich genutzte Flächen und durchquert dabei Te Awamutu. Teile dieses Streckenabschnittes sind zu einer vierspurigen Schnellstraße ausgebaut. Von Otorohanga folgt die Straße dem Tal des Waipā River nach Te Kūiti. Kurz danach zweigt der New Zealand State Highway 3 nach Südosten ab. Danach wendet er sich nach Südwesten und durchquert dünn besiedeltes Farmland und überquert mehrere Bergrücken, um dann der Awakino Gorge Richtung Küste zu folgen. In Eight Miles Junction, elf Kilometer nach Te Kūiti, führt der SH 4 vom SH 3 Richtung Süden. Die Schnellstraße folgt nun der Küste der North Taranaki Bight. Am Tongaporoutu River wendet die Straße in das Landesinnere, um Küstenklippen zu umgehen. Sie erklimmt den Mount Messenger und steigt dann durch Flusstäler wieder an die Küste nahe Urenui ab.
Kurz nach Brixton zweigt der 15,5 km lange SH 3A ab, der anstatt über New Plymouth direkt nach Süden führt und in Inglewood wieder auf den SH 3 trifft. Dann erreicht die Straße New Plymouth. Dort schwenkt sie scharf nach Süden in das Landesinnere. Der SH 45 folgt weiter der Küste und umfährt den Mount Taranaki im Westen. Der SH 3 führt östlich am Mount Taranaki vorbei über Inglewood, Stratford und Eltham nach Hawera an der South Taranaki Bight.
Von Hawera aus folgt die Straße der Küste der South Taranaki Bight in südöstlicher Richtung bis nach Pātea und Whanganui, wobei sie den Pātea und Whenuakura River überquert. Bei Bulls trifft sie erneut auf den SH 1. Beide verlaufen nun über sechs Kilometer gemeinsam und überqueren den Rangitīkei River nach Sanson. Hier verläuft der SH 3 nach Südosten Richtung Palmerston North. Nach der Überquerung des Manawatū River folgt die Strecke dessen Südufer durch die Manawatu Gorge bis zu ihrem Endpunkt, der Verbindung mit dem State Highway 2 bei Woodville in der Wairarapa.
Die beiden Streckenabschnitte durch die Schluchten Awakino Gorge und Manawatu Gorge sind bei starkem Regen gelegentlich wegen Erdrutschen und Felssturz geschlossen.
Der Bau einer Umgehungsstrecke um Bell Block, eine Satellitenstadt von New Plymouth, begann 2007.

## Wichtige Anschlussstellen
| Distrikt                | Ort                 | km                                                         | Verbindung nach                                                          | Anmerkungen                                                  |
| ----------------------- | ------------------- | ---------------------------------------------------------- | ------------------------------------------------------------------------ | ------------------------------------------------------------ |
| Hamilton City           | Melville            | 0                                                          | SH 1/Thermal Explorer Highway nördlich (Kahikatea Drive) Auckland        | SH 3 beginnt                                                 |
| Hamilton City           | Melville            | 0                                                          | (Ohaupo Road) Krankenhaus Waikato                                        | SH 3 beginnt                                                 |
| Hamilton City           | Melville            | 1                                                          | SH 3 (Normandy Ave) Stadtzentrum von Hamilton, Rotorua                   | zum SH 1/Thermal Explorer Highway südlich                    |
| Waipa District          | Hamilton Airport    |                                                            | SH 21 (Airport Road) Flughafen, Mystery Creek Events Centre              |                                                              |
| Otorohanga District     | Otorohanga          |                                                            | SH 31/SH 39 (Te Kanawa Street) Kawhia, Ngaruawahia                       | Alternativstrecke nach Auckland, umgeht Hamilton             |
| Waitomo District        | Hangatiki           |                                                            | SH 37 (Waitomo Caves Road) Waitomo Caves                                 |                                                              |
| Waitomo District        | Te Kūiti            |                                                            | SH 30 (Awakino Road) Rotorua, Taupō                                      |                                                              |
| Waitomo District        | Eight Mile Junction |                                                            | SH 4 Taumarunui, National Park                                           |                                                              |
| New Plymouth District   | Brixton             |                                                            | SH 3A (Mountain Road) Inglewood, Whanganui                               | Alternative Route zur Southern Taranaki, umgeht New Plymouth |
| New Plymouth District   | New Plymouth        |                                                            | SH 44 (Eliot Street) Port                                                |                                                              |
| New Plymouth District   | New Plymouth        | SH 45 (Leach Street/Courtenay Street) City Centre, Ōpunake |                                                                          |                                                              |
| New Plymouth District   | Inglewood           |                                                            | SH 3A (Rata Street) Hamilton                                             | Alternativstrecke nach Hamilton, umgeht New Plymouth         |
| Stratford District      | Stratford           |                                                            | SH 43 (Regan Street) Taumarunui                                          |                                                              |
| South Taranaki District | Hawera              |                                                            | SH 45 (Surf Highway) Ōpunake                                             |                                                              |
| Whanganui District      | Whanganui           |                                                            | Whanganui River                                                          |                                                              |
| Whanganui District      | Putiki              |                                                            | SH 4 (Putiki Drive) City Centre, National Park                           |                                                              |
| Rangitikei District     | Bulls               |                                                            | SH 1 (High Street) Taupō                                                 | gemeinsamer Verlauf SH 1/SH 3 beginnt                        |
| Rangitikei District     | Bulls               | Rangitīkei River                                           |                                                                          |                                                              |
| Manawatu District       | Bulls               |                                                            |                                                                          |                                                              |
| Sanson                  |                     | SH 1 (Wellington Road) Wellington                          | gemeinsamer Verlauf SH 1/SH 3 endet                                      |                                                              |
| Newbury                 | 468                 | SH 54 (Kairanga Bunnythorpe Road) Feilding                 |                                                                          |                                                              |
| Palmerston North City   | Ashhurst            | 488                                                        | Manawatū River                                                           |                                                              |
| Palmerston North City   | Ashhurst            | 488                                                        | SH 57 (Fitzherbert East Road) Levin                                      |                                                              |
| Tararua District        |                     | 495                                                        | Manawatū River                                                           |                                                              |
| Tararua District        | Woodville           | 500                                                        | SH 2/Classic NZ Wine Trail nördlich (Vogel Street) Napier                | SH 3 endet                                                   |
| Tararua District        | Woodville           | 500                                                        | SH 2/Classic NZ Wine Trail südlich (McLean Street) Masterton, Wellington | SH 3 endet                                                   |